# II созыв Совета самоуправления города Вологды (1996—1999)
II созыв депутатов Совета самоуправления города Вологды (Вологодской городской Думы) избран на выборах 25 февраля 1996 года. Впервые выборы прошли в тридцати одномандатных округах — по схеме, ставшей для Вологды классической.
Председателем был избран Игорь Кротченко.
Полномочия прекращены досрочно в связи с переносом даты выборов следующего созыва с февраля 2000 года на декабрь 1999 года.

## Список депутатов
- Бажин, Александр Григорьевич
- Банщиков, Михаил Константинович
- Беляев, Владимир Александрович
- Бондарь, Михаил Григорьевич
- Бушин, Василий Васильевич
- Верхнев, Сергей Николаевич
- Волосков, Александр Яковлевич
- Громов, Борис Фёдорович
- Гришанов, Николай Анатольевич
- Зарецкий, Михаил Давыдович
- Игнатюк, Валерий Иванович
- Копылов, Вадим Стефанович
- Кротченко, Игорь Ильич
- Кундина, Людмила Борисовна
- Литвинов, Игорь Андреевич
- Лукичев, Александр Николаевич
- Нанаев, Николай Алексеевич
- Никифорова, Ольга Борисовна
- Пудов, Валерий Александрович
- Смирнов, Леонид Васильевич
- Собанин, Валентин Николаевич
- Совков, Леонид Сергеевич
- Соколов, Николай Владимирович
- Соловьёва, Раиса Яковлевна
- Степанов, Игорь Васильевич
- Тулов, Александр Валентинович
- Ушаков, Николай Евгеньевич
- Чугунов, Лев Павлович
- Шамгин, Анатолий Алексеевич